# 1686 a tudományban
Az 1686. év a tudományban és technikában.

## Matematika
- Gottfried Wilhelm Leibniz kialakítja az integrálszámítás alapjait a De geometria recondita et analysi indivisibilium atque infinitorum című munkájában. Ebben szerepel először nyomtatásban az integrál ma használatos {\displaystyle \int } jele is.

## Születések
- május 24. – Gabriel Fahrenheit fizikus, feltaláló. A róla elnevezett hőmérőbeosztást ma is használják, főként az angolok és amerikaiak († 1736)

## Halálozások
- május 11. – Otto von Guericke német fizikus, feltaláló (* 1602)
- június 7. – Pietro Mengoli itáliai matematikus (* 1626)
- november 25. – Nicolaus Steno dán természettudós. Két nagy tudományágat művelt, az orvostudományt és a geológiát (* 1638)